# Aereon III
L'Aereon III est un dirigeable américain construit entre 1959 en 1965. C'est le premier dirigeable rigide construit dans le monde depuis les zeppelins des années 1930.
Réalisé  sur un programme de l’US Navy, cet engin de forme inhabituelle se composait de trois enveloppes de gaz placées parallèlement et reliées par des structures à profil porteur. Un modèle à échelle réduite fut réalisé et effectua de longs essais au sol, mais fut démoli en 1967 sans que le programme aboutisse à des essais en vol.